# Drežnik (stari grad)
Stari grad Drežnik utvrda je koja se nalazi na rubu naselja Drežnik Grad u općini Rakovica, Karlovačka županija, središnja Hrvatska.
Prema povijesnim izvorima, spominje se još 1185. godine. Kroz nekoliko sljedećih stoljeća bio je u vlasništvu više gospodara, među kojima su bili članovi obitelji Nelipića, Gisingovaca, Babonića, te od 1321. godine knezova Krčkih (kasnijih Frankopana), i to njihovog tržačkog ogranka. Tijekom 16. stoljeća taj je frankopanski kaštel bio pod stalnom prijetnjom Turaka, i ne mogavši se obraniti od nadmoćnijeg neprijatelja, godine 1592. pao je u njihove ruke. Oslobođen je tek krajem 18. stoljeća, za vrijeme austrijsko-turskog rata (1788. – 1791. godine), poslije dvodnevne opsade i snažne topovske vatre austrijskih carskih postrojbi na čelu kojih je bio general Daniel Peharnik-Hotković. Nakon oslobađanja utvrda je služila za vojne potrebe. 
Utvrda se nalazi na litici iznad strmog kanjona rijeke Korane, i to na dijelu gdje Korana, nekoliko kilometara nakon što je nastala na Plitvičkim jezerima, naglo skreće prema istoku da bi kod Tršca tvorila današnju višekilometarsku granicu s Bosnom i Hercegovinom. Nalazeći se na lijevoj, sjevernoj obali Korane, Drežnik je bio sastavni dio sustava, odnosno lanca fortifikacija – kordona (pa otuda naziv Kordun za to područje) – za obranu od Turaka, koji je, između ostalih, obuhvaćao i utvrde Tržac, Furjan, Slunj i Cetingrad.
Stari je grad Drežnik nepravilnog četverokutnog oblika, kamenih zidina s dvije četverokutne i jednom okruglom kulom koja se nalazi sa sjeverne strane zdanja. Donedavno je bio skoro u potpunosti u ruševinama, ali je sada u tijeku obnova okrugle kule, koja je u cijelosti zazidana, dok pojedini ostali ruševni dijelovi utvrde i dalje iz grmlja strše u zrak.

## Vanjske poveznice
- Okrugla kula u tijeku obnove
- Karta - zračni snimak
- Stara fotografija i opis utvrde iz 1869. godine